# Wappen der Tschechoslowakei
Das Wappen der Tschechoslowakei änderte sich in der 72-jährigen Geschichte der Tschechoslowakei mehrmals, wobei der silberne doppelschwänzige Böhmische Löwe eine Konstante darstellt.

## Erstes Wappen 1920–1960 (ČSR)
Nach der Auflösung Österreich-Ungarns und nach Provisorien in den ersten zwei Jahren seit der Gründung der Ersten Tschechoslowakischen Republik (ČSR) kodifiziert in der Verfassung vom 29. Februar 1920, in drei Ausfertigungen: klein, mittel und groß.
Das kleine Staatswappen (am häufigsten benutzt) zeigt auf dem heraldischen Franzosenschild den silbernen doppelschwänzigen Böhmischen Löwen auf rotem Grund, als Zeichen Böhmens, dieser trägt als Brustschild ein Patriarchenkreuz, das Wappen der Slowakei.
Das mittlere zeigt das böhmische Wappen vor jenen der anderen Staatsteile Slowakei, Karpatenukraine, Mähren und Schlesien.
Zwischen 1939 und 1945 existierte anstelle der ČSR das Reichsprotektorat Böhmen und Mähren und der Slowakische Staat. Das Wappen kehrte aber 1945 mit der Londoner Exilregierung wieder nach Prag zurück.
Das kleine Wappen ist heraldisch gesehen missverständlich: Der Slowakische Brustschild auf dem Böhmischen Löwen bedeutet nicht, dass die slowakische Dynastie im Reich Böhmen herrschte (heraldische Regel, wonach der Brust- oder Mittelschild im Wappen die ehrenvolleren, herrschenden Stellen sind).

Mittleres Wappen der ČSR
Großes Wappen der ČSR

## Zweites Wappen 1960–1990 (ČSSR)
Ein neues Wappen wurde mit der Verabschiedung der kommunistischen Verfassung 1960 eingeführt, der Staat wurde umbenannt in Tschechoslowakische Sozialistischen Republik (ČSSR). Die Krone wurde als monarchistisches Symbol aus dem Schild entfernt und stattdessen wurde über das Haupt des doppelschwänzigen Löwen ein roter Stern gesetzt. Ferner trug der Löwe auf der Brust nun das neu gebildete Wappen der Slowakei: Ein Symbol des Berges Kriváň mit züngelnden Flammen. Die Flammen sollten den slowakischen Nationalaufstand von 1944 symbolisieren. Der Grund für diesen Wechsel war indessen die Beseitigung des christlichen Patriarchenkreuzes aus dem kommunistischen Staatswappen. Recht auffällig war die neue, unheraldische fünfeckige Form des Wappens in Analogie zum fünfzackigen Stern. Sie wurde gewählt, damit sich der Stern als Ersatz für die Krone platzmäßig besser in das Staatswappen fügte. Die neue Schildform sollte offiziell in Anlehnung an die Religionskriege des 15. Jahrhunderts einen Hussitenschild darstellen.

## Drittes Wappen 1990–1992 (ČSFR)
Nach der Samtenen Revolution wurde der tschechisch-slowakische Staat wieder umbenannt, zuerst zur Tschechoslowakischen Föderativen Republik im Tschechischen und Tschechisch-Slowakischen Föderativen Republik im Slowakischen (im März 1990). Der Staatsname ließ jedoch bald eine gewisse Unzufriedenheit – insbesondere in der Slowakei – entstehen und wurde dann im April 1990, in Tschechische und Slowakische Föderative Republik (ČSFR) geändert. Zugleich wurde ein neues Wappen eingeführt. Dieses sollte eine Gleichstellung beider Teilstaaten der Föderation deklarieren: Im viergeteilten roten Wappenschild zeigten sich diagonal zweimal der silberne doppelschwänzige Böhmische Löwe für Tschechien (Böhmen sowie Mähren und Tschechisch-Schlesien) und zweimal das wieder eingeführte Patriarchenkreuz für die Slowakei.
Mit der Auflösung der Tschechoslowakei erlosch auch das Staatswappen des gemeinsamen tschechisch-slowakischen Staates; Tschechien und die Slowakei benutzen jeweils ihre eigenen Wappen von 1990 weiter.